# Столкновение поездов на станции Княжая
Столкновение поездов на станции Княжая — железнодорожная авария, произошедшая 18 декабря 2024 года на станции Княжая в посёлке Зеленоборский Кандалакшского района Мурманской области России. Грузовой состав № 2013 задним ходом самопроизвольно укатился с перегона, в результате чего произошло боковое столкновение с хвостом стоящего на станции пассажирского поезда № 11 Мурманск — Санкт-Петербург. Погибли 2 человека, пострадал 31.

## Хронология происшествия
По предварительным данным, грузовой поезд недалеко от станции Княжая остановился на 17-тысячном уклоне, но вместо положенных 33 тормозных башмаков его зафиксировали лишь пятью. В результате спустя полтора часа воздух из тормозной системы ушел, и состав начал самопроизвольно двигаться вниз, набирая скорость. Попытки остановить его оказались безуспешными, и грузовой поезд врезался в хвост пассажирского состава пассажирского поезда № 11 «Санкт Петербург — Мурманск», повредив третий с конца вагон.
В результате столкновения погибли два человека, более тридцати пострадали (из них 5 детей; тяжёлые ранения получили четверо).
Следствие задержало двух сотрудников — 45-летнего машиниста Алексея Зычкова и его 23-летнего помощника Рамиля Садыгова. Во время допроса они признались, что закрепили состав минимальным количеством башмаков и ожидали помощи, не учитывая риск, связанный с уклоном пути. По факту трагедии возбуждено уголовное дело по статье 263 УК РФ — «Нарушение правил безопасности движения и эксплуатации железнодорожного транспорта, повлекшее гибель людей». Пока единственным подозреваемым остаётся машинист грузового состава.

## Последствия аварии
До устранения последствий аварии ожидались задержки в движении трёх пассажирских поездов.